# Lifes Rich Pageant
Lifes Rich Pageant je čtvrté studiové album americké kapely R.E.M., vydané v roce 1986. Na albu se podílel producent Don Gehman a album celkově vyznívá mnohem optimističtěji než předchozí Fables of the Reconstruction, které posluchače nutilo hodně přemýšlet.
S albem Lifes Rich Pageant se základna fanoušků R.E.M. opět rozrostla, když se album v americkém žebříčku umístilo na 21. místě a získalo zlatou desku. Ve Velké Británii, kde popularita R.E.M. v porovnání se Spojenými státy pokulhávala, se album umístilo na 43. místě.
Prvním singlem byla ekologicky zaměřená píseň Fall on Me, oblíbená píseň Michaela Stipea. Následujícím singlem byla cover verze písně Superman, kterou nazpíval baskytarista kapely, Mike Mills.

## Seznam skladeb
Autory všech písní jsou Bill Berry, Peter Buck, Mike Mills a Michael Stipe, pokud není uvedeno jinak.
| Pořadí | Název                    | Autor                        | Délka |
| ------ | ------------------------ | ---------------------------- | ----- |
| 1.     | Begin the begin          |                              | 3:28  |
| 2.     | These Days               |                              | 3:24  |
| 3.     | Fall on Me               |                              | 2:50  |
| 4.     | Cuyahoga                 |                              | 4:19  |
| 5.     | Hyena                    |                              | 2:50  |
| 6.     | Underneath the Bunker    |                              | 1:25  |
| 7.     | The Flowers of Guatemala |                              | 3:55  |
| 8.     | I Believe                |                              | 3:49  |
| 9.     | What If We Give It Away? |                              | 3:33  |
| 10.    | Just a Touch             |                              | 3:00  |
| 11.    | Swan Swan H.             |                              | 2:42  |
| 12.    | Superman                 | Gary Zekley/Mitchell Bottler | 2:52  |